# 英國對納粹德國宣戰

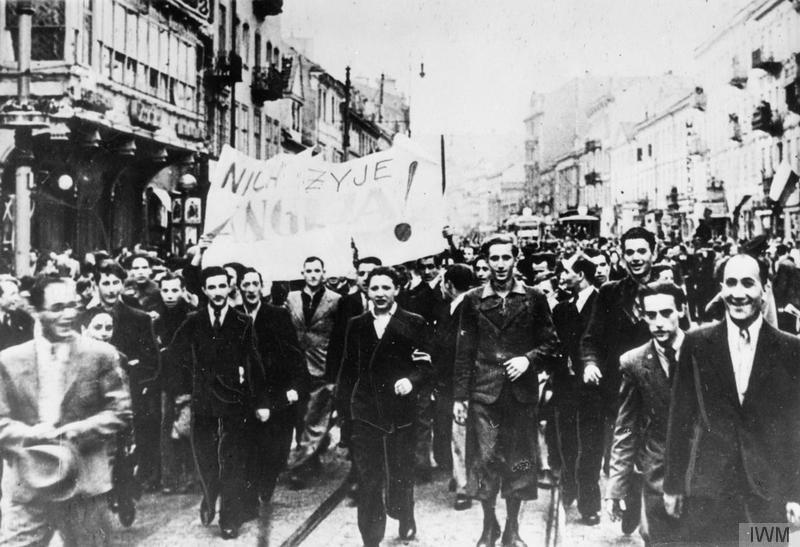
在德國入侵波蘭時，波蘭人在首都華沙遊行，橫幅上寫著「英格蘭萬歲」以表示對英國支援波蘭的感謝。

1939年9月3日英國時間上午11點15分，在大不列颠及北爱尔兰联合王国向德意志國遞交關於要求其停止入侵波蘭之最後通牒的兩天后，因德国拒绝最后通牒，英国正式向德國宣戰。 同日，法國也于下午5點对德国宣战，标志着第二次世界大战的欧洲战场正式开启。

## 背景
1919年6月28日，德國在巴黎的和平會議簽署了凡爾賽條約，第一次世界大戰正式結束。該條約對德國實施了各種懲罰措施，包括限制德国軍備、割讓但澤走廊和諸多賠款。
1933年1月30日，阿道夫·希特勒被任命為德國總理。 在選舉過後，在希特勒的威脅下，德國國會於1933年3月21日通過了授權法，希特勒与其领导的纳粹党在德国构建事实上的獨裁體制。1936年3月7日，德國違反《凡爾賽條約》及《洛迦諾條約》，將萊茵蘭地區再度軍事化；1938年，希特勒在未經國際聯盟允許下，在奧地利發動政變後吞併該國，且隨後吞併了捷克斯洛伐克的蘇台德地區和全境。

## 保障獨立
1938年11月初，在第一次維也納仲裁中，德國奪取了捷克斯洛伐克的蘇台德地區，並在幾個月後正式吞併捷克斯洛伐克。1939年，德国通过威胁立陶宛取得梅梅爾地區。此時，英國和法國出於对德国可能的进一步扩张之考量，对波蘭給予保障獨立，倘若波蘭的國家獨立性受到威脅，英法两国將參與戰爭保护波兰。英國和法國分別在1939年3月31日（同年4月6日正式批准）和9月4日批准了對波蘭的独立保障。
……如果出現任何明顯威脅波蘭國家獨立性的行為，並且波蘭政府決定對此進行抵抗，那麼國王陛下政府有義務對波蘭政府立即提供支持和協助...法國政府...明確表示，他們在這個問題上的立場與（我們)......相同。--亞瑟·內維爾·張伯倫

## 宣戰
1939年8月29日，德國向波蘭遞交了一份最後通牒。儘管波蘭政府願意與德國談判，但是德國還是宣稱波蘭拒絕了最後通牒，随后德國入侵波蘭。英國和法國在1939年9月1日，即德國入侵波蘭兩天后宣戰，以对波兰之独立保障为由对德宣战。 而后所有大英帝国的殖民地和自治領也一同对德宣戰。
英國首相內維爾·張伯倫在德國入侵波蘭時發出最後通牒，要求德國在48小時內，即在英國時間9月3日11點前撤軍。在最後時間限定過後15分鐘，內維爾·張伯倫在上午11點15分在BBC廣播中發表演講，正式對德國宣戰。
 今天早上，英國駐柏林大使向德國提出了外交照會；我們表明，除非在上午11點前收到他們從波蘭撤軍的消息，否則雙方將進入戰爭狀態。而現在，我要告訴你們，他們並沒有這樣做，因此從現在起，我們業已與德國處於戰爭狀態。

雖然英國和法國對德國宣戰，但是雙方對很快戰敗的波蘭幾乎沒有給予任何實際援助，以至於英法宣戰的早期階段後來被稱為「假战」。英國唯一採取的軍事行動是在英國皇家海軍於9月4日對德國實施海上封鎖。 
9月17日，蘇聯以保護在波蘭的烏克蘭人和白羅斯人受無政府狀態的影響而出兵佔領了波蘭東部，但是英國和法國都沒有向蘇聯宣戰。波蘭駐倫敦大使愛德華·伯納德·拉欽斯克聯繫了英國政府，要求英国按照保障獨立的條約同時向蘇聯宣戰。而英國外交大臣爱德华·伍德回應稱，根據秘密協議第一條，英國政府根據《英波保障獨立協議》對波蘭承擔的義務僅限於德國，拒絕對蘇聯的入侵做出反應。

10月6日戰爭結束時，蘇聯和德國共同瓜分了波蘭——德國取得了西部地區，而蘇聯則吞併了波蘭東部的領土；但是在1941年，德國向蘇聯發動戰爭後，蘇聯在第二次世界大戰過程中加入了同盟國。。
第二次世界大戰結束後的雅爾達會議中，在約瑟夫·史達林的堅持下，會議最終批准了蘇聯在其波蘭佔領區和部分德國割讓之地區建立实行社会主义的波兰人民共和国，而無視了原本設立在倫敦的波蘭流亡政府。